# 符騰堡的保琳 (1877年)
符騰堡的保琳（德語：Pauline von Württemberg，1877年12月19日—1965年5月7日），符騰堡末代國王威廉二世的女兒。

## 家庭
1898年，保琳與維德親王威廉的長子腓特烈結婚，兩人共有兩個兒子：
1. 赫爾曼（Hermann，1899年—1941年）
2. 迪特里希（Dietrich，1901年—1976年）